# 拉林駅
拉林駅（ろうりんえき）とは、中華人民共和国黒竜江省ハルビン市五常市に位置する拉浜線の駅。

## 歴史
- 1934年　開業。

## 隣の駅
中華人民共和国鉄道部
拉浜線
背蔭河駅 - 拉林駅 - 牛家駅
座標: 北緯45度13分41秒 東経126度53分24秒 / 北緯45.2281度 東経126.8901度